# Gerd Ehlers
Gerd Ehlers, eigentlich Gerd Szczerbicki, (* 21. Mai 1924 in Reinfeld; † 27. Juni 1988 in Ost-Berlin) war ein deutscher Schauspieler.

## Leben
Nachdem Ehlers während des Zweiten Weltkrieges schon Erfahrung als Darsteller an einer Wanderbühne sammelte, begann er nach Kriegsende in Magdeburg eine künstlerische Karriere als Bühnenschauspieler. Nach weiteren Stationen an Bühnen in Wuppertal, Bremen, Hamburg, Basel und Rostock erhielt er 1958 eine mehrjährige Anstellung am Maxim-Gorki-Theater in Ost-Berlin, wo er seinen endgültigen künstlerischen Durchbruch erreichte.
In zahlreichen Film- und Fernsehproduktionen, wie die Titelfigur im Fernsehspiel Der Tag des Ludger Snoerrebrod wie auch in einigen Stacheltier-Kurzfilmen, konnte Ehlers sein komödiantisches Talent erfolgreich darbieten.
Gesundheitlich beeinträchtigt widmete er sich in späteren Jahren der Arbeit beim Rundfunk der DDR und als Synchronsprecher.
Er moderierte die ersten Folgen der DDR-Fernsehunterhaltungssendung Da liegt Musike drin.
Ehlers Grab befindet sich auf dem Waldfriedhof Grünau in Berlin-Köpenick.

## Filmografie (Auswahl)
- 1959: Fernsehpitaval: Der Fall Jakubowski (Fernsehreihe)
- 1959: Das Stacheltier: Krawatzke zur Kur (Kurzfilm)
- 1960: Was wäre, wenn …?
- 1960: Kein Ärger mit Cleopatra
- 1961: Das Stacheltier: Ein Pferd müßte man haben (Kurzfilm)
- 1961: Fernsehpitaval: Der Fall Denke (Fernsehreihe)
- 1961: Der Tag des Ludger Snoerrebrod
- 1962: Fernsehpitaval: Auf der Flucht erschossen
- 1962: Das grüne Ungeheuer (TV-Mehrteiler)
- 1962: Die aus der 12b
- 1962: Ach, du fröhliche …
- 1963: Nackt unter Wölfen
- 1963: Karbid und Sauerampfer
- 1963: Sonntagsfahrer
- 1963: Jetzt und in der Stunde meines Todes
- 1963: Bonner Pitaval: Die Affäre Heyde-Sawade (Fernsehreihe)
- 1964: Der Mann mit der Maske
- 1964: Geliebte weiße Maus
- 1964: Pension Boulanka
- 1964: Der fliegende Holländer
- 1966/2009: Hände hoch oder ich schieße
- 1966: Irrlicht und Feuer (Fernsehfilm, Zweiteiler)
- 1966: Schwarze Panther
- 1967: Hochzeitsnacht im Regen
- 1968: Der Staatsanwalt hat das Wort: Strafsache Anker (TV-Reihe)
- 1968: Schüsse unterm Galgen
- 1968: Wege übers Land (TV-Mehrteiler)
- 1968: Heroin
- 1968/1969: Krupp und Krause
- 1971: Tod in der Kurve (Fernsehfilm)
- 1972: Leichensache Zernik
- 1972: Polizeiruf 110: Der Tote im Fließ (Fernsehreihe)
- 1973: Die Hosen des Ritters von Bredow
- 1973: Ein gewisser Katulla (Fernsehtheater Moritzburg)
- 1974: Der erste Urlaubstag (Fernsehfilm)
- 1974: Ulzana
- 1974: Die Frauen der Wardins (Fernseh-Dreiteiler)
- 1974: Johannes Kepler
- 1975: Polizeiruf 110: Die Rechnung geht nicht auf
- 1976: Beethoven – Tage aus einem Leben
- 1976: Die Regentrude
- 1976: Polizeiruf 110: Schwarze Ladung
- 1977: Unterwegs nach Atlantis
- 1977: Viechereien (TV)
- 1978: Anton der Zauberer
- 1978: Polizeiruf 110: Doppeltes Spiel
- 1979: Pinselheinrich (Fernsehfilm)
- 1980: Levins Mühle
- 1982: Die Gerechten von Kummerow
- 1982: Der Lumpenmann (TV)
- 1984: Die Geschichte vom goldenen Taler (TV)
- 1987: Wie die Alten sungen…

## Theater
- 1958: Heiner Müller/Inge Müller: Der Lohndrücker (Faschist) – Regie: Hans Dieter Mäde (Maxim-Gorki-Theater Berlin)
- 1959: Maxim Gorki: Feinde (Rittmeister) – Regie: Hans Dieter Mäde (Maxim-Gorki-Theater Berlin)
- 1959: Walentin Katajew: Zeit voraus – Regie: Horst Schönemann (Maxim-Gorki-Theater Berlin)
- 1961: Maxim Gorki: Nachtasyl (Medwjedew) – Regie: Maxim Vallentin (Maxim-Gorki-Theater Berlin)
- 1962: Lajos Mesterházi: Das elfte Gebot (Feri) – Regie: Horst Schönemann/Helfried Schöbel (Maxim-Gorki-Theater Berlin)
- 1963: Lorraine Hansberry: Eine Rosine in der Sonne – Regie: Hans Dieter Mäde (Maxim-Gorki-Theater Berlin)
- 1963: Rainer Kerndl: Seine Kinder – Regie: Horst Schönemann (Maxim-Gorki-Theater Berlin)
- 1964: Claus Hammel: Frau Jenny Treibel (Kommerzienrat Treibel) – Regie: Horst Schönemann (Maxim-Gorki-Theater Berlin)
- 1964: Claus Hammel: Um neun an der Achterbahn (Unternehmer) – Regie: Horst Schönemann (Maxim-Gorki-Theater Berlin)
- 1966: Max Frisch: Don Juan oder Die Liebe zur Geometrie (Don Gonzales) – Regie: Wolfram Krempel (Maxim-Gorki-Theater Berlin)
- 1968: Luigi Pirandello: Liolà (Don Simuni) – Regie: Hans-Georg Simmgen (Maxim-Gorki-Theater Berlin)
- 1968: Seán O’Casey: Der Stern wird rot (Bürgermeister) – Regie: Kurt Veth (Maxim-Gorki-Theater Berlin)
- 1969: Michail Schatrow: Bolschewiki (Volkskommissar) – Regie: Fritz Bornemann (Maxim-Gorki-Theater Berlin)
- 1970: Klaus Wolf: Lagerfeuer (Chefarzt) – Regie: Achim Hübner/Fritz Bornemann (Maxim-Gorki-Theater Berlin)
- 1972: Gotthold Ephraim Lessing: Minna von Barnhelm (Just) – Regie: Albert Hetterle (Maxim-Gorki-Theater Berlin)
- 1972: William Congreve: Liebe für Liebe (Vater Legend) – Regie: Karl Gassauer (Maxim-Gorki-Theater Berlin)
- 1977: Rudi Strahl: Arno Prinz von Wolkenstein oder Kader entscheiden alles (Hausmeister) – Regie: Karl Gassauer (Maxim-Gorki-Theater Berlin)

## Hörspiele
Rundfunk der DDR
- 1960: Walter Karl Schweickert: Pickhuhns Geburtstag (Pickhuhn) – Regie: Helmut Hellstorff
- 1960: Georg W. Pijet: Liebesheirat (Direktor) – Regie: Fritz Ernst Fechner
- 1960: Helmut Sakowski: Verlorenes Land? (Gietel) – Regie: Werner Grunow
- 1961: Karl-Heinrich Bonn: Nächtlicher Besuch (Herr Lorenz) – Regie: Helmut Hellstorff (Hörspiel)
- 1961: Clifford Odets: Wo ist Lefty (Fatt) – Regie: Fritz-Ernst Fechner (Hörspiel)
- 1961: Anton Tschechow: Das schwedische Zündholz – Regie: Peter Brang
- 1961: Horst Girra: Feuersalamander (Heinrich) – Regie: Detlev Witte
- 1961: Reszö Szirmai: Jedermanns Weihnachtsbaum (Waisenbeamter) – Regie: Fritz-Ernst Fechner (Hörspiel)
- 1961: Bernhard Seeger: Unterm Wind der Jahre (Bullei) – Regie: Theodor Popp (Hörspiel)
- 1961: Günter Koch/Manfred Uhlmann: Mordsache Brisson – Regie: Hans Knötzsch (Dokumentation)
- 1961: Käte Seelig: Wie es ihm gefällt (Otto Bergmann) – Regie: Helmut Hellstorff
- 1962: Nakamura Schinkichi: Die Spieluhr – Regie: Helmut Molegg
- 1962: Karel Čapek: Ein Abend mit Karel Čapek (Hampl) – Regie: Hans Knötzsch (Hörspiel-Komödie)
- 1962: Rolf Schneider: 25. November. New York (Mc Intire) – Regie: Helmut Hellstorff (Hörspiel)
- 1963: Manfred Bieler: Nachtwache – Regie: Helmut Hellstorff
- 1963: Alexander Ostrowski: Der Wald (Wosmibratow) – Regie: Hans Knötzsch
- 1963: Joachim Goll: Eine kleine Hausmusik (Feinkost-Krause) – Regie: Hans Knötzsch
- 1964: Heinz von Cramer: Die Ohrfeige (Abteilungsleiter) – Regie: Hans Knötzsch
- 1965: Kurt Belicke: Ein Tresor für zwei (Hügli, Bankdirektor) – Regie: Werner Grunow
- 1966: Manfred Streubel: Nico im Eis – Regie: Joachim Staritz (Kinderhörspiel)
- 1967: Joachim Goll: Bankivahühner (Direktor Ludwig) – Regie: Werner Grunow (Hörspiel-Schwank)
- 1967: Gerhard Stübe: John Reed. Dramatische Chronik in drei Teilen (Francisco Villa) – Regie: Fritz Göhler (Hörspiel)
- 1967: Leonid Leonow: Professor Skutarewski (Struw) – Regie: Helmut Hellstorff (Hörspiel)
- 1968: Day Keene/Warren Brand: Naked Fury – Nackte Gewalt (Larry) – Regie: Helmut Hellstorff (Kriminalhörspiel)
- 1968: Willi Bredel: Verwandte und Bekannte (8 Folgen) – Regie: Fritz-Ernst Fechner
- 1969: Dimitar Gulew: Unterwegs zum anderen Ufer (Diensthabender Wachtmeister) – Regie: Helmut Hellstorff
- 1969: Fritz Selbmann: Ein weiter Weg – Regie: Fritz-Ernst Fechner (Hörspiel (8 Teile))
- 1969: Karl-Heinrich Bonn/Maria Bonn: Die Reise nach K. (Bürgermeister) – Regie: Wolfgang Brunecker
- 1970: Helga Pfaff: Die Schildbürger (Marschall) – Regie: Horst Liepach (Kinderhörspiel)
- 1971: Maximilian Scheer: Der Weg nach San Rafael – Regie: Wolfgang Schonendorf
- 1971: Günther Rücker: Portrait einer dicken Frau (Mann der dicken Frau) – Regie: Günther Rücker
- 1971: Heinrich Mann: Die Jugend des Königs Henri Quatre – Regie: Fritz Göhler
- 1972: Rolf Schneider: Einzug ins Schloß (Bürgermeister) – Regie: Theodor Popp
- 1972: Ben Jonson: Volpone oder der Fuchs – Regie: Werner Grunow
- 1973: Otto Marquardt: Chile im September (Bonilla) – Regie: Horst Liepach
- 1973: Lia Pirskawetz: Spinnen-Palaver (Elefant) – Regie: Barbara Plensat
- 1974: Wolf D. Brennecke: Abriss eines Hauses (Helmut Messinger) – Regie: Fritz-Ernst Fechner
- 1974: Wolfgang Müller: Die Spur des Helfried Pappelmann (Senftleben, Meister) – Regie: Wolfgang Schonendorf
- 1974: Hans-Ulrich Lüdemann: Blümlein ist gegangen (Pförtner) – Regie: Fritz Göhler (Hörspiel)
- 1974: Helga Schütz: Le Rossignol heißt Nachtigall (Herr Meier) – Regie: Werner Grunow
- 1975: Gabriel Garcia Marquez: Zeit zu sterben – Regie: Wolfgang Schonendorf (Hörspiel)
- 1975: Lothar Kleine: Michael Gaismair oder Neun Sätze aus der Heiligen Schrift – Regie: Werner Grunow
- 1975: Branko Hribar: Bum! Bum! Peng! Und aus! (Löwe) – Regie: Peter Groeger (Kinderhörspiel)
- 1976: Adolf Glaßbrenner: Antigone in Berlin (Rentier Buffey) – Regie: Werner Grunow (Hörspiel Kunstkopf)
- 1976: Rodney David Wingfield: Auf Provisionsbasis (Hicks) – Regie: Helmut Hellstorff
- 1976: Hans Skirecki: Hinter Wittenberge (Der Große) – Regie: Barbara Plensat
- 1977: Barbara Neuhaus: Schweigegeld – Regie: Joachim Witte
- 1977: Juri Trifonow: Der Tausch (Lenas Vater) – Regie: Joachim Staritz
- 1978: Jacob Grimm/Wilhelm Grimm: Das Meerhäschen (Vater) – Regie: Christa Kowalski (Kinderhörspiel/Kurzhörspiel)
- 1981: Günter Eich: Träume – Regie: Peter Groeger (Hörspiel)
- 1983: August Strindberg: Ein Traumspiel (Quarantänemeister) – Regie: Peter Groeger (Märchen für Erwachsene)
- 1984: Zlatko Seselj: Die Abenteuer der kleinen Magdica (Grunz, der Eber) – Regie: Albrecht Surkau (Kinderhörspiel)

Litera
- 1975: Jiří Kafka: Vom Wasser, das zu singen aufhörte (Bär, Bärjunges) – Regie: Albrecht Surkau (Kinderhörspiel – Litera)